# DoCo
DoCo était un groupe de pop japonaise. Les membres du groupe étaient des personnages de la série animée Ranma ½. Leurs voix étaient celles de leurs comédiennes de doublage de la série.
Le groupe a produit trois albums : "DoCo★First", "DoCo☆Second" et "DoCo Original Karaoke". Certaines de leurs chansons ont été traduites en anglais par DoCo U.S.A (groupe qui reprend les mêmes personnages ainsi que leurs comédiennes de doublage de la série US). Plusieurs de leurs musiques ont été utilisées comme génériques d'ouverture et de fin pour certains OAV. Quelques chansons (comme leur reprise de "Equal Romance" de CoCo) figurent également sur divers albums de la série.

## Membres
| Personnage                                | Comédienne         |
| ----------------------------------------- | ------------------ |
| Ranma Saotome-fille (Ranma Vincent-fille) | Megumi Hayashibara |
| Akane Tendo (Adeline Galant)              | Noriko Hidaka      |
| Nabiki Tendo (Amandine Galant)            | Minami Takayama    |
| Kasumi Tendo (Annabelle Galant)           | Kikuko Inoue       |
| Shampoo Bambou                            | Rei Sakuma         |

Nom du personnage en japonais (nom utilisé dans la VF)

## Discographie

### DoCo★First

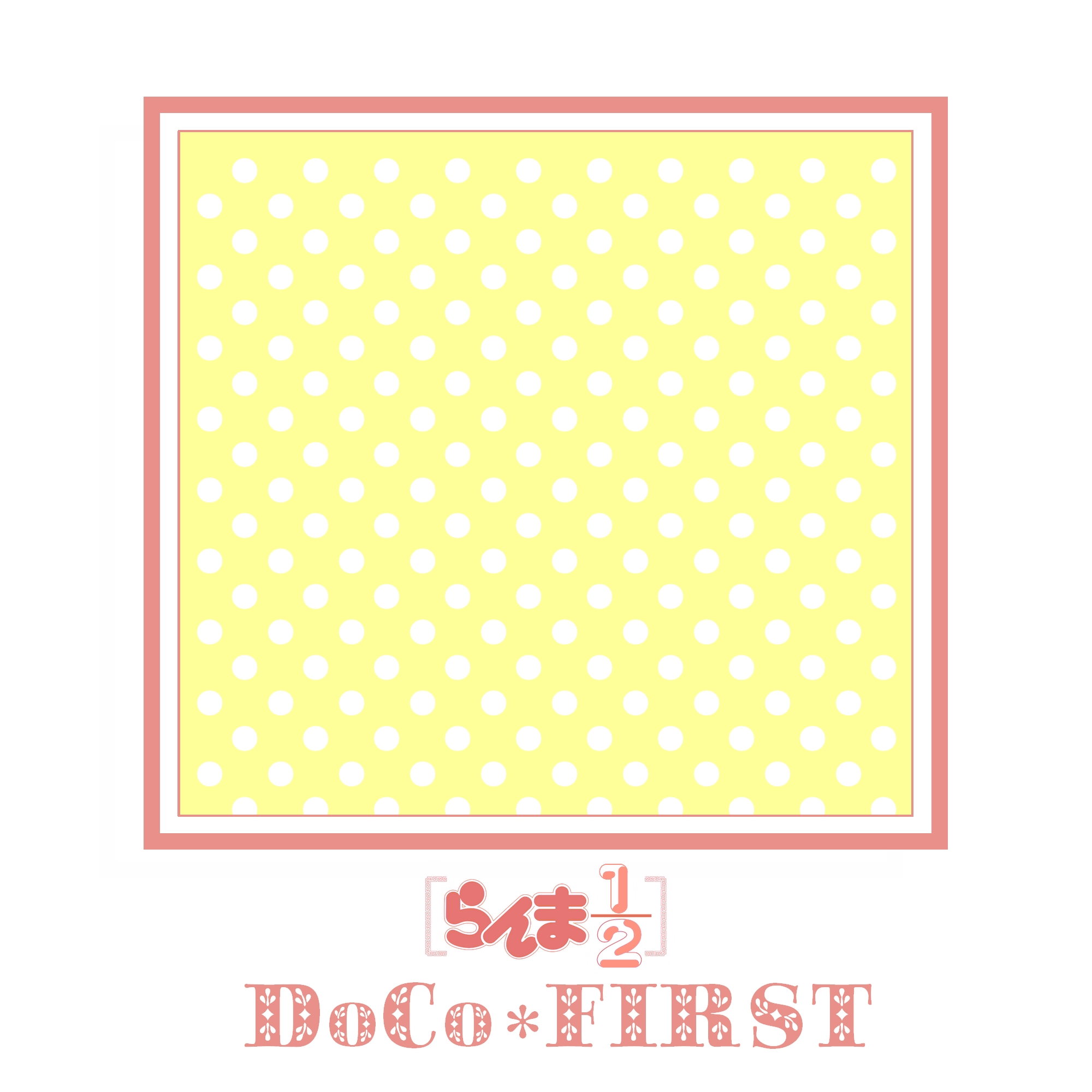
DoCo★First.

L'album est initialement sorti le 21 juillet 1991. Il a été réédité le 21 octobre 1992.
| N° | Titre japonais                            | Titre anglais         | Traduction du titre japonais   |
| -- | ----------------------------------------- | --------------------- | ------------------------------ |
| 1  | 僕たちはこれから (Bokutachi wa Kore Kara) | Us from Now On        | Où allons-nous à partir d'ici  |
| 2  | 赤い靴の SUNDAY (Akai Kutsu no Sunday)    | Red Shoe Sunday       | Dimanche de la chaussure rouge |
| 3  | うそつき (Usotsuki)                       | Liar                  | Menteur                        |
| 4  | 少しだけ坂道 (Sukoshi Dake Sakamichi)     | A Slightly Hilly Road | Une route légèrement vallonnée |
| 5  | 思い出がいっぱい (Omoide ga Ippai)        | Full of Memories      | Remplie de souvenirs           |
| 6  | 彼 (Kare)                                 | Boyfriend             | Lui                            |

### DoCo☆Second
Cet album est sorti le 16 décembre 1994.

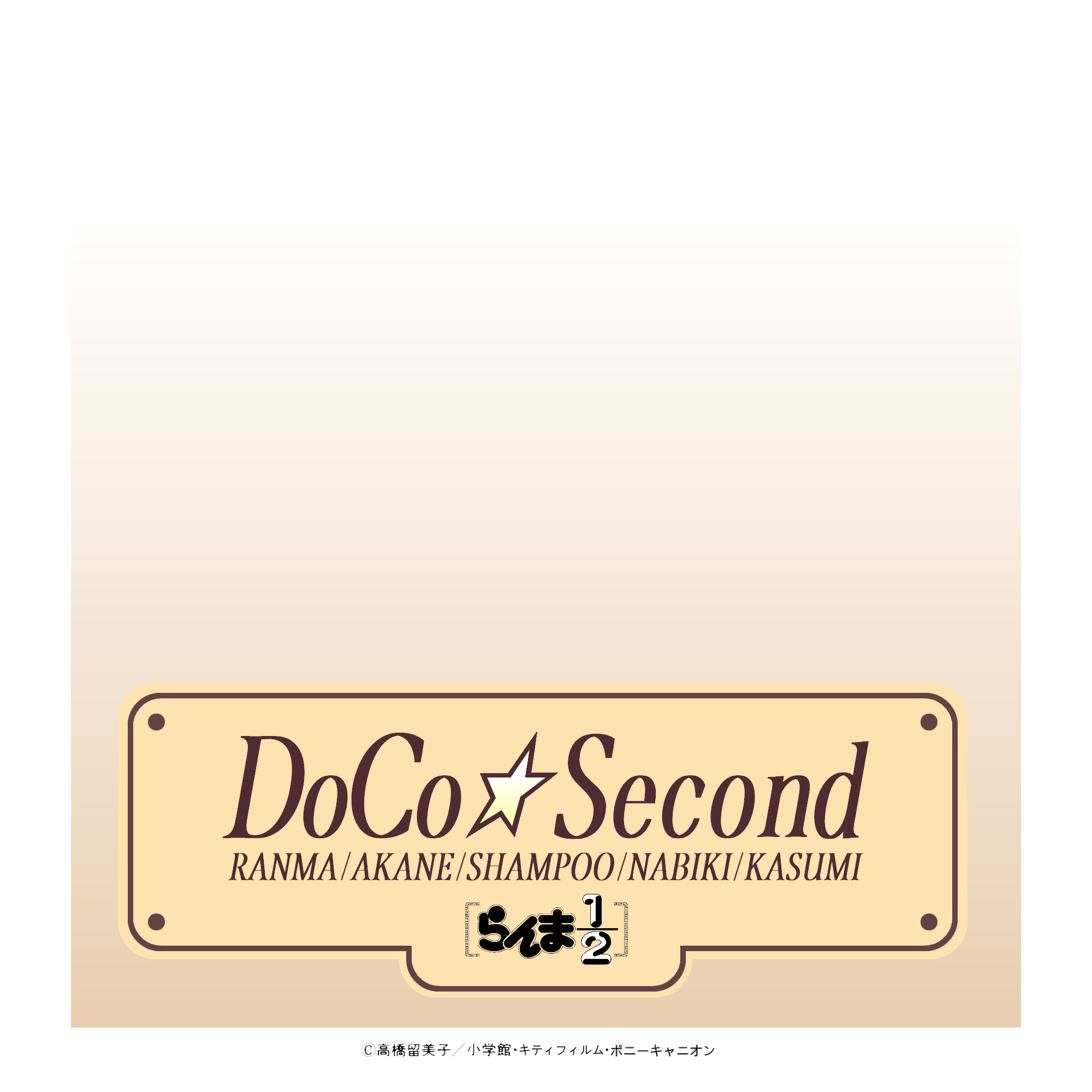
DoCo☆Second.

| N° | Titre japonais                                                    | Titre anglais                      | Traduction du titre japonais               |
| -- | ----------------------------------------------------------------- | ---------------------------------- | ------------------------------------------ |
| 1  | 清く正しいクリスマス (Kiyoku Tadashii Kurisumasu)                 | A Pure and Honest Christmas        | Un Noël pur et honnête                     |
| 2  | 授業中の小学校 (Jugyōchū no Shōgakkō)                             | In the Middle of Elementary School | Au milieu de l'école                       |
| 3  | 終わらない夏休み (Owaranai Natsu Yasumi)                          | Neverending Summer Vacation        | Des vacances d'été qui ne finissent jamais |
| 4  | かがやく空ときみの声 (Kagayaku Sora to Kimi no Koe)               | The Sparkling Sky & Your Voice     | Le ciel scintillant et ta voix             |
| 5  | 恋がひとつ消えてしまったの (Koi ga Hitotsu Kiete Shimatta no)     | Love Vanished Once, Regrettably    | Un amour disparu                           |
| 6  | フクザツな両想いLive Version (Fukuzatsu na Ryōomoi Live Versione) | Mutual Love is Complex (Live)      | L'amour mutuel est complexe                |

### DoCo Original Karaoke (Instrumental)
Cet album regroupe tous les morceaux du groupe en version instrumentale, il est sorti le 20 janvier 1995.

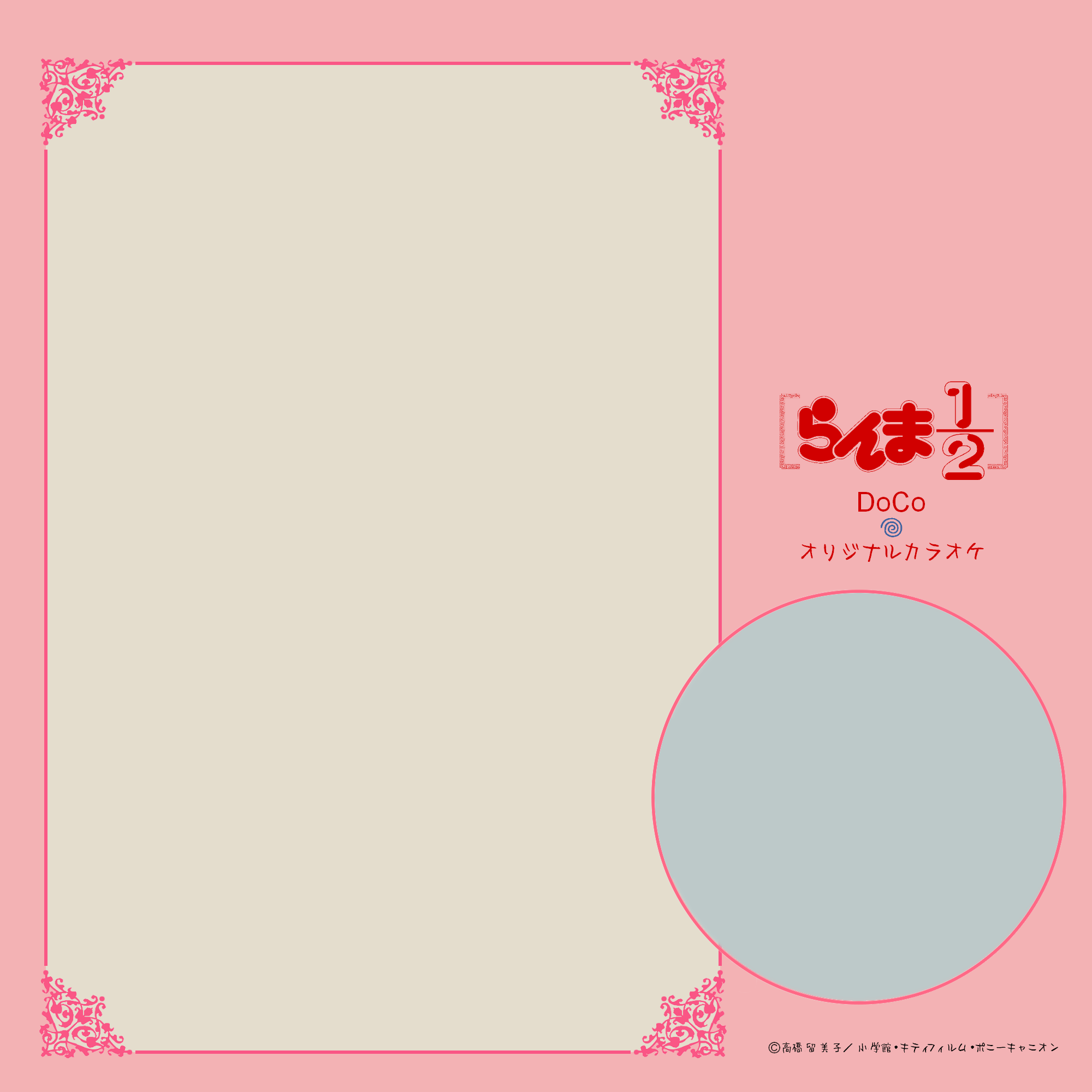
DoCo Original Karaoke.

| N° | Titre japonais                                                    |
| -- | ----------------------------------------------------------------- |
| 1  | 僕たちはこれから (Bokutachi wa Kore Kara)                         |
| 2  | 赤い靴の SUNDAY (Akai Kutsu no Sunday)                            |
| 3  | うそつき (Usotsuki)                                               |
| 4  | 少しだけ坂道 (Sukoshi Dake Sakamichi)                             |
| 5  | 思い出がいっぱい (Omoide ga Ippai)                                |
| 6  | 彼 (Kare)                                                         |
| 7  | EQUALロマンス (Equal Romance - One Chorus)                        |
| 8  | 清く正しいクリスマス (Kiyoku Tadashii Kurisumasu)                 |
| 9  | 授業中の小学校 (Jugyōchū no Shōgakkō                              |
| 10 | 終わらない夏休み (Owaranai Natsu Yasumi)                          |
| 11 | かがやく空ときみの声 (Kagayaku Sora to Kimi no Koe)               |
| 12 | 恋がひとつ消えてしまったの (Koi ga Hitotsu Kiete Shimatta no)     |
| 13 | フクザツな両想い (Fukuzatsu na Ryōomoi)                           |
| 14 | フクザツな両想いLive Version (Fukuzatsu na Ryōomoi Live Versione) |

## Utilisation en générique d'OAV

### Générique d'intro
- OAV 7 : "Us from Now On" (僕たちはこれから Bokutachi wa Kore Kara)
- OAV 8 : "In the Middle of Elementary School" (授業中の小学校 Jugyōchū no Shōgakkō)
- OAV 9 : "Neverending Summer Vacation" (終わらない夏休み Owaranai Natsu Yasumi)
- OAV 10 : "The Sparkling Sky & Your Voice" (かがやく空ときみの声 Kagayaku Sora to Kimi no Koe)
- OAV 11 : "Full of Memories" (思い出がいっぱい Omoide ga Ippai)
- OAV 12 : "Mutual Love is Complex (Live)" (フクザツな両想いLive Version Fukuzatsu na Ryōomoi Live Version)

### Générique de fin
- OAV 7 : "A Pure and Honest Christmas" (清く正しいクリスマス Kiyoku Tadashii Kurisumasu)
- OAV 8 : "Red Shoe Sunday" (赤い靴のSUNDAY Akai Kutsu no Sunday)
- OAV 9 : "Liar" (うそつき Usotsuki)
- OAV 10 : "A Slightly Hilly Road" (少しだけ坂道 Sukoshi Dake Sakamichi)
- OAV 11 : "Love Vanished Once, Regrettably" (恋がひとつ消えてしまったの Koi ga Hitotsu Kiete Shimatta no)
- OAV 12 : "Boyfriend" (彼 Kare)